# Liste von Persönlichkeiten der Gemeinde Ahorn (Baden)
Diese Liste von Persönlichkeiten der Gemeinde Ahorn zeigt die Bürgermeister, Ehrenbürger, Söhne und Töchter der Gemeinde Ahorn und deren Ortsteile (Berolzheim, Buch am Ahorn mit dem Weiler Schwarzenbrunn, Eubigheim mit dem Dorf (Unter-)Eubigheim und der Weiler Obereubigheim, Hohenstadt und Schillingstadt), sowie weitere Persönlichkeiten, die mit Ahorn verbunden sind. Die Liste erhebt keinen Anspruch auf Vollständigkeit.

## Bürgermeister

### Bürgermeister der Gemeinde Ahorn
Folgende Personen waren seit der Verwaltungsreform im Jahre 1971 Bürgermeister von Ahorn:
- 1971–1996: Alois Hafner, der zuvor bereits Bürgermeister der bis 1971 noch selbstständigen Gemeinde Eubigheim war.[2][3]
- 1997–2021: Elmar Haas (CDU), 2012 mit 90,33 Prozent für eine dritte Amtszeit gewählt.[3][4]
- Seit Mai 2021: Benjamin Czernin (parteilos), mit 93,87 Prozent gewählt.[5][6]

### Bürgermeister der Ahorner Altgemeinden
Folgende Personen waren Bürgermeister der Ahorner Altgemeinden und heutigen Gemeindeteile:
| Berolzheim | Buch am Ahorn                | Eubigheim           | Hohenstadt | Schillingstadt |
| ---------- | ---------------------------- | ------------------- | ---------- | -------------- |
|            | 1933–1938: Ernst Weisschädel | –1971: Alois Hafner |            |                |

## Söhne und Töchter der Gemeinde
Folgende Personen wurden in Ahorn (bzw. in einem Ortsteil des heutigen Gemeindegebiets von Ahorn) geboren:

### 19. Jahrhundert
- Ludwig Geißler (* 7. Februar 1872 in Schillingstadt; † 12. Oktober 1953), Pädagoge[8]
- Emil Göller (* 25. Januar 1874 in Berolzheim; † 29. April 1933), Kirchenhistoriker
- Adolf Koelsch (* 7. Juli 1879 in Buch am Ahorn; † 3. Februar 1948), Schweizer Biologe und Schriftsteller
- Erwin Dörzbacher (* 14. Mai 1892 in Schillingstadt; † 29. April 1958), Politiker (CDU)
- Oskar Wacker (* 20. Oktober 1898 in Eubigheim; † 26. August 1972), Politiker (Zentrumspartei, später CDU)

### 20. Jahrhundert
- Karl Traut (* 29. Januar 1906 in Schillingstadt; † 9. Juli 1986), SS-Obersturmbannführer
- Rudolf Müller (* 27. November 1915 in Eubigheim; † 25. August 2011), Politiker (FDP), Landtagsabgeordneter
- Gerhard Kittel (* 4. März 1925 in Berolzheim; † 9. November 2011) war ein Phoniater und Pädaudiologe, der maßgeblich am Aufbau des Faches in Deutschland und Europa mitgewirkt hat.
- Harald Sommer (* 16. April 1930; † 30. Oktober 2010), Maler, Porzellanmaler und Kopist
- Klaus Engelhardt (* 11. Mai 1932 in Schillingstadt), evangelischer Theologe, ehemaliger Landesbischof der Evangelischen Landeskirche in Baden

## Weitere mit Ahorn in Verbindung stehende Personen

### 16.–18. Jahrhundert
- Freiherren von Bettendorff, ehemalige Ortsherren und Besitzer des Bettendorfschen Schlosses im Ortsteil Eubigheim

### 20. Jahrhundert
- Während der NS-Zeit ermordete Einwohner (1933–1945): Die während der Zeit des Nationalsozialismus von 1933 bis 1945 ermordeten Einwohner von Ahorn werden im Artikel der jüdischen Gemeinde Eubigheim erwähnt.